# Tupoljev Tu-126
Tupoljev Tu-126 (NATO oznaka: Moss) je bilo sovjetsko letalo za zgodnje opozarjanje in kontrolni center (AEW&C). Imel je štiri turbopropelerske motorje Kuznecov NK-12s kontrarotirajočimi propelerji. Razvit je bil na podlagi potniškega Tupoljev Tu-114, ki je imel širši trup od strateškega bombnika Tu-95. Sovjetske letalske sile so uporabljale Tu-126 med letoma 1965 in 1984.
Tu-126 so razvili za zgodnje opozarjanje pred napadov Američanov s severa. Leteči radar so izbrali, ker bi bil kopenski radarski sistem, ki bi prekril celo severno obalo predrag in ne preveč efektiven. Na Tu-126 so namestili rotirajoči radar Liana (NATO oznaka: Flat Jack).
Tu-126 ima 12 člansko posadko (plus rezerno posadko) in možnost prečrpavanja goriva v zraku.
Prvi prototip je poletel 23. januarja 1962. Namestili so rotirajoči radar Liana (NATO oznaka: Flat Jack). Testiranje je pokazalo, da je bil radar dosti bolj efektiven nad vodo, kot pa nad kopnim. Tudi veliki kontrarotirajoči propelerji so zelo vplivali na delovanje radarja. Potem so namestili nov radar "Šmel", ki je izboljšal sposobnosti, vendar je postalo jasno, da je potrebno novo letalo z reaktivnimi motorji.  Nasledil ga je Beriev A-50, ki je v bistvu predelan Iljušin Il-76.
Po mnenju nekaterih zahodnih strokovnjakov, naj bi bil radar močnejši od zahodnih tipov in da je lahko detektiral manevrirne rakete ali pa majhna letala na nizki višini.

## Tehnične specifikacije (Tu-126)
Splošne značilnosti
- Posadka: 12 (plus rezervna posadka)
- Dolžina: 56,5 m (185 ft 4 in)
- Razpon kril: 51,4 m (168 ft 8 in)
- Višina: 16,05 m (52 ft 8 in)
- Površina kril: 311,1 m2 (3.349 sq ft)
- Teža praznega letala: 103.000 kg (227.076 lb)
- Bruto teža: 171.000 kg (376.990 lb)
- Kapaciteta goriva: 60.800 kg (134.041 lb)
- Pogon letala: 4 × Kuznecov NK-12MV turbopropi, 11.033 kW (14.795 hp) vsak
- Propelerji: št. lopatic: 8 Contra-rotating

Zmogljivost
- Maks. hitrost: 790 km/h (491 mph; 427 kn)
- Potovalna hitrost: 520 km/h (323 mph; 281 kn) at 9.000 m (29.528 ft)
- Doseg: 7.000 km (4.350 mi; 3.780 nmi) z notranjim gorivom
- Trajanje leta: 20 ur z enim prečrpavanjem goriva
- Višina leta: 10.700 m (35.105 ft)
- Razmerje moč/teža: 0,26 kW/kg (0,16 KM/lb)